# Burley (Idaho)
Burley – miasto w południowej części stanu Idaho na granicy hrabstw Cassia i Minidoka, siedzib hrabstwa Cassia. Liczba mieszkańców wyniosła 9318 w roku 2000. Ćwierć wieku później (2023) ich liczba wzrosła do 12 146. Burley to druga co do wielkości miejscowość w regionie Magic Valley po Twin Falls.

## Geografia
Burley znajduje się w odległości 250 km od Salt Lake City i 230 km od Boise. Przez miasto przepływa rzeka Snake. Większa część miasta leży w granicach hrabstwa Cassia, mniejsza, po północnej stronie rzeki należy do hrabstwa Minidoka.

## Demografia
Według spisu ludności z roku 2000, w Burley mieszka 9 318 ludzi, 2 373 rodzin, znajduje się 3 288 gospodarstw domowych.  
Gęstość zaludnienia wyniosła 873 ludzi na kilometr kwadratowy. W 39,5% gospodarstw domowych znajdują się osoby poniżej 18 roku życia, 55,7% to małżeństwa mieszkające razem, 12,7% to kobiety mieszkające bez męża i 27,8% to gospodarstwa domowe składające się z rodzin. 25% wszystkich gospodarstw domowych zamieszkują samotni ludzi a 12,2% ludzie samotni powyżej 65 roku życia. Przeciętna wielkość domostwa wyniosła 2,75, a przeciętna wielkość rodziny to 3.31.
Populacja miasta dzieli się na 31,9% osób poniżej 18 roku życia, 10% od 18 do 24, 25,5% od 25 do 44, 18,1% od 45 do 64 i 14,5% powyżej 65 roku życia. Mediana wieku wynosi 31 lat.
Na każde 100 kobiet przypada 94,8 mężczyzn, a na każde 100 kobiet powyżej 18 roku życia przypada 90,1 mężczyzn.
Przeciętny dochód gospodarstwa domowego wynosi 27 981 $ natomiast przeciętny dochód rodziny 33 376$. Mężczyźni mają przeciętny dochód 26 865$ a kobiety 17 303$.
Dochód na mieszkańca wynosi 12 464$. Około 15,2% rodzin i 18,4% populacji żyje poniżej granicy ubóstwa, w tym 25,1% of osób poniżej 18 roku życia i 10,7% powyżej 65 lat.

## Struktura rasowa
- 77,96% - ludność biała
- 0,21%  - ludność czarna
- 1,30%  - Indianie i rdzenni mieszkańcy Alaski
- 0,46%  - Azjaci
- 0,08%  - Hawajczycy i mieszkańcy wysp Pacyfiku
- 17,15% - inne rasy
- 2,83%  - ludność wielorasowa
- 26,71% - Hiszpanie lub Latynosi

## Klimat
| Miesiąc                                        | Sty | Lut  | Mar  | Kwi  | Maj  | Cze  | Lip | Sie  | Wrz  | Paź | Lis  | Gru  | Roczna |
| ---------------------------------------------- | --- | ---- | ---- | ---- | ---- | ---- | --- | ---- | ---- | --- | ---- | ---- | ------ |
| Rekordy maksymalnej temperatury [°C]           | 17  | 23   | 26   | 32   | 36   | 39   | 40  | 41   | 36   | 33  | 26   | 18   | 41     |
| Średnie temperatury w dzień [°C]               | 3   | 7    | 12   | 17   | 22   | 27   | 32  | 31   | 25   | 18  | 9    | 3    | 17     |
| Średnie temperatury w nocy [°C]                | -7  | -4   | -1   | 2    | 6    | 10   | 13  | 12   | 7    | 2   | -3   | -7   | 3      |
| Rekordy minimalnej temperatury [°C]            | -34 | -32  | -19  | -11  | -7   | -2   | 1   | -1   | -8   | -13 | -26  | -31  | −34    |
| Opady [mm]                                     | 30  | 21.1 | 27.4 | 24.6 | 32.5 | 22.1 | 8.9 | 10.4 | 16.3 | 17  | 25.4 | 25.7 | 261,4  |
| Źródło: NOAA (normals, 1971-2000) Styczeń 2011 |     |      |      |      |      |      |     |      |      |     |      |      |        |

## Osoby związane z Burley
- Gary Peacock - kontrabasista jazzowy
- Mike Simpson - przedstawiciel drugiego okręgu wyborczego stanie Idaho do Izby Reprezentantów Stanów Zjednoczonych.